# Mediator Dei
 (mars 2021).
Si vous disposez d'ouvrages ou d'articles de référence ou si vous connaissez des sites web de qualité traitant du thème abordé ici, merci de compléter l'article en donnant les références utiles à sa vérifiabilité et en les liant à la section « Notes et références ».
Mediator Dei est une encyclique du pape Pie XII sur les principes de la liturgie, publiée le 20 novembre 1947.

## Contexte
Elle est la prise en compte par le magistère de l'action du mouvement liturgique initié par Dom Guéranger à la fin du XIXe siècle. Les travaux des liturgistes Lambert Beauduin, Pius Parsch, Romano Guardini, Odo Casel, Josef Andreas Jungmann et d'autres se trouvent confirmés en partie ou dans leur totalité, et assumés par le pape pour l'Église universelle.
Cette encyclique lance le renouveau liturgique qui connaîtra un nouveau développement lors du Concile Vatican II dans la Constitution Sacrosanctum Concilium en 1963.

## Idée générale

### Théologie de la liturgie
Le texte confirme plutôt les idées traditionnellement en vigueur, avec quelques ouvertures. Mais en ce qui concerne la théologie de la liturgie, l’encyclique apporte de vraies nouveautés.
Dans le n° 25, Pie XII refuse avec des mots très clairs une conception de la liturgie comme une action seulement rituelle et juridique. Lisons ce numéro :
“Ceux qui entendent par liturgie uniquement la partie extérieure et visible du culte ou un digne cérémonial, ignorent la vraie définition et le vrai sens de la sainte Liturgie. Sont également dans l’erreur ceux qui considèrent la liturgie comme une collection de lois et de prescriptions promulguée par la hiérarchie ecclésiastique pour le maniement des rites saints.” 
Le pape souligne, que la liturgie est beaucoup plus que cela, qu’elle est réellement une action salvifique.

### La liturgie, culte public
La liturgie, culte intérieur et extérieur ; La liturgie est réglée par la hiérarchie ecclésiastique ; Progrès et développement de la liturgie ; Ce progrès ne peut être abandonné à l'arbitraire des personnes privées.

### Le culte eucharistique
Nature du sacrifice eucharistique ; Participation des fidèles au culte eucharistique ; La communion eucharistique ; L'adoration eucharistique.

### L'office divin et l'année liturgique
L'office divin ; Le cycle des mystères dans l'année liturgique ; Les fêtes des saints.

### Directives pastorales
Les autres formes de piété non strictement liturgiques sont vivement recommandées ; Esprit liturgique et apostolat liturgique.

### Mise en garde d'excès possibles
Si l'encyclique est clairement un encouragement aux intuitions et recherches du mouvement liturgique, le pape équilibre ses propos par des mises en garde. Il rejette un archaïsme liturgique qui, sous couleur de retour aux sources, serait un procédé de rupture avec la Tradition, :

« Revenir par l'esprit et le cœur aux sources de la liturgie sacrée est chose sage et louable, car l'étude de cette discipline, en remontant à ses origines, est d'une utilité considérable, pour pénétrer avec plus de profondeur et de soin la signification des jours de fêtes, le sens des formules en usage et des cérémonies sacrées. Mais il n'est pas sage ni louable de tout ramener en toute manière à l'antiquité. De sorte que, par exemple, ce serait sortir de la voie droite de vouloir rendre à l'autel sa forme primitive de table, de vouloir supprimer radicalement des couleurs liturgiques le noir, d'exclure des temples les images saintes et les statues, de faire représenter le divin Rédempteur sur la Croix de telle façon que n'apparaissent point les souffrances aiguës qu'il a endurées... Une telle façon de penser et d'agir ferait revivre cette excessive et malsaine passion des choses anciennes qu'excitait le Concile illégitime de Pistoie, et réveillerait les multiples erreurs qui furent à l'origine de ce faux Concile [...]. »

Cela dit, ce même pape Pie XII procèdera aux réformes du Triduum pascal puis de la Semaine sainte, selon les vœux du mouvement liturgique. Il saluera ensuite encore en 1956 dans son message au Congrès international de liturgie d'Assise, le mouvement liturgique comme une "intervention de l'Esprit Saint dans son Église".